# 第41回ジャパンカップ
- ジャパンカップ > 第41回ジャパンカップ
- 第39回ジャパンカップ > 第40回ジャパンカップ > 第41回ジャパンカップ

第41回ジャパンカップ（だい41かいジャパンカップ、41st Japan Cup）は、2021年11月28日に東京競馬場（府中市）で施行された競馬のGI競走。
前年（2020年）に無敗の中央競馬クラシック三冠を達成し、本競走限りで引退を表明したコントレイルをはじめとして、シャフリヤール、マカヒキ、ワグネリアンの現役ダービー馬全4頭が集結。外国馬3頭、G1競走優勝馬9頭を含む18頭が出走した。
結果はコントレイルが2着のオーソリティに2馬身差をつけ優勝し、GI競走5勝目を達成して有終の美を飾った。また、コントレイルは1着賞金3億円を獲得して総獲得賞金を11億9529万4000円とし、ゼンノロブロイ（11億1560万8000円）を抜いてJRA獲得賞金ランキング歴代10位となった。

## 出走馬

### ダービー馬4頭
本競走には、当時現役だった日本ダービー馬4頭全頭が出走した。4世代のダービー馬が同一競走に出走するのは史上初だった。
2020年の日本ダービーを制し、最終的に無敗で中央競馬クラシック三冠を達成したコントレイルは、前年のジャパンカップにも出走していたが、アーモンドアイの2着に敗れている（競走の詳細については第40回ジャパンカップを参照）。その後は大阪杯に出走するも重馬場に苦しみ3着。天皇賞（秋）ではエフフォーリアの2着に敗れている。本競走をラストランとして引退、種牡馬入りすることが事前に報道されていた。
2021年の日本ダービーでエフフォーリアを破ったシャフリヤールは、9月26日に神戸新聞杯に出走するものの、不良馬場に苦しみ4着に敗戦。菊花賞を回避して本競走に出走した。
マカヒキは2016年の日本ダービーを制し、その後のフランス遠征でニエル賞に勝利した以降は5年以上勝利から遠ざかっていたが、10月10日の京都大賞典で久しぶりの勝利を挙げ、本競走に臨んだ。2018年のダービー馬ワグネリアンは、ダービー後の神戸新聞杯以降は勝利がなく、前走富士ステークス（GII）で1600mへの距離短縮を行ったものの6着に敗れた状態で本競走に出走した。
これら4頭のうちマカヒキを除く3頭は全て福永祐一が騎乗してダービーを制していたが、最終的に福永はコントレイルを選択し、ワグネリアンは戸崎圭太、シャフリヤールは川田将雅がそれぞれ騎乗した。

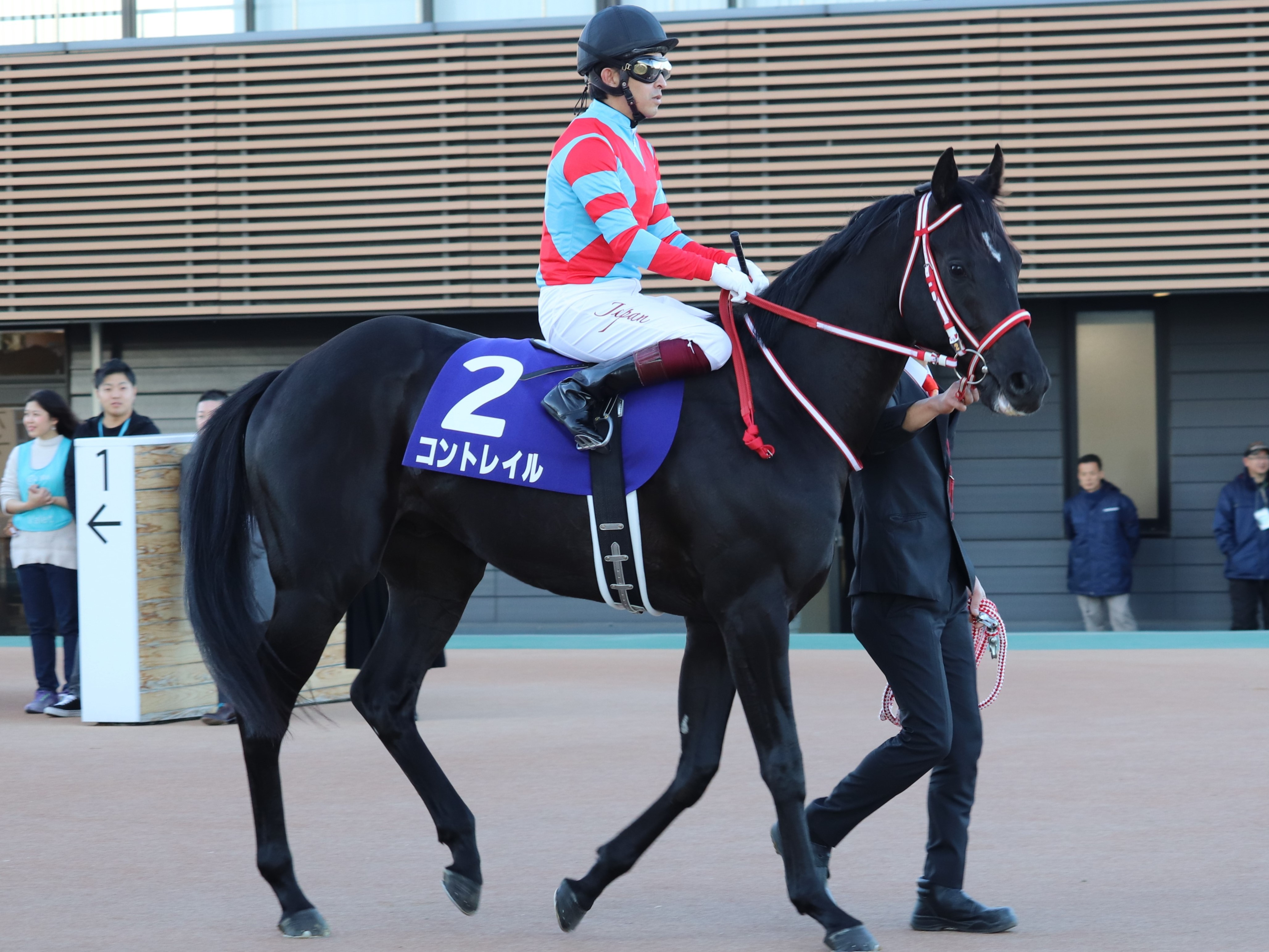
コントレイル （画像はホープフルステークス出走時）
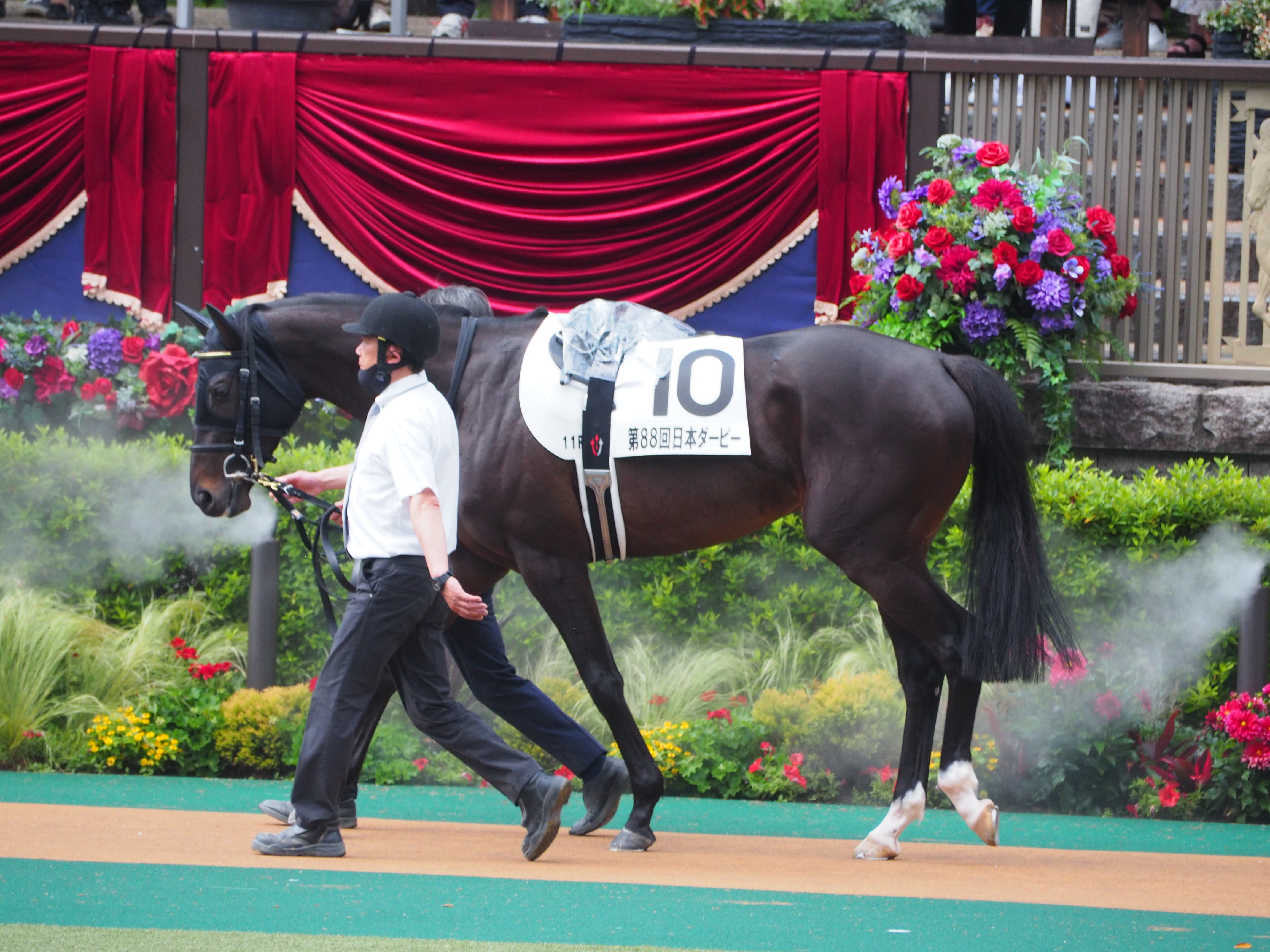
シャフリヤール
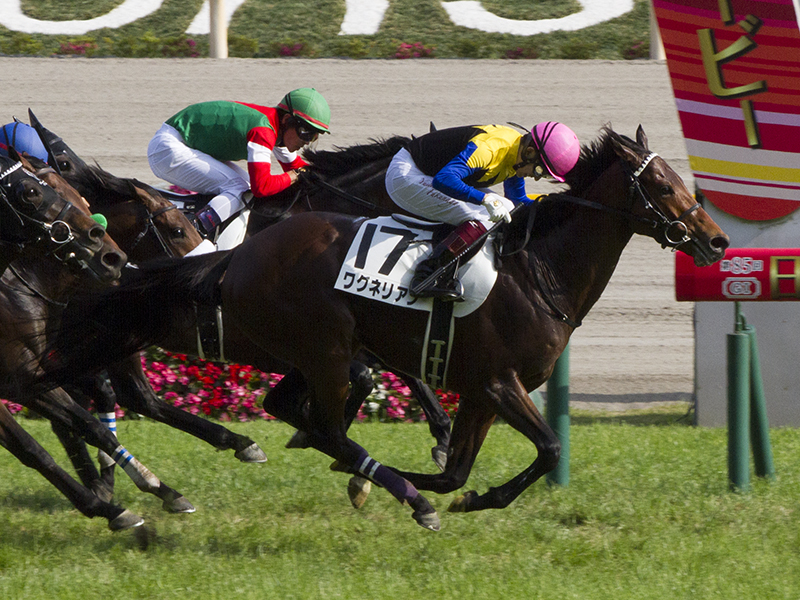
ワグネリアン
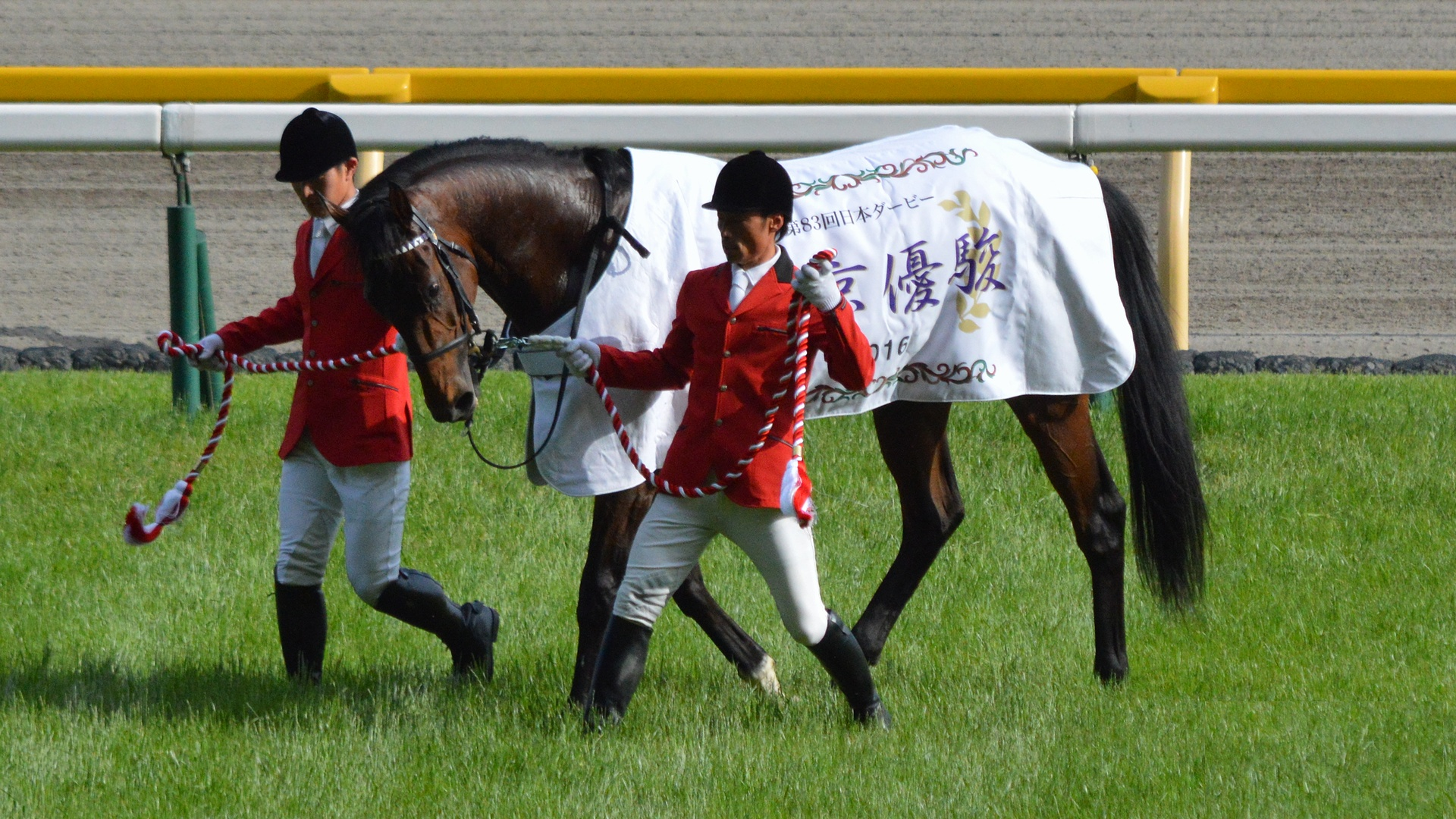
マカヒキ

### GI競走優勝馬

#### 日本馬
2021年優駿牝馬を制したユーバーレーベンは、優駿牝馬後に屈腱周囲炎に似た症状を発症、休養後秋華賞に直行するも13着に敗れ、本競走に出走した。
キセキは2017年菊花賞を制した後は勝利がないものの、2019年・2020年の宝塚記念では2年連続2着、2021年の同競走でも5着に入着し、前走京都大賞典でマカヒキの3着に敗れ、本競走に臨んだ。

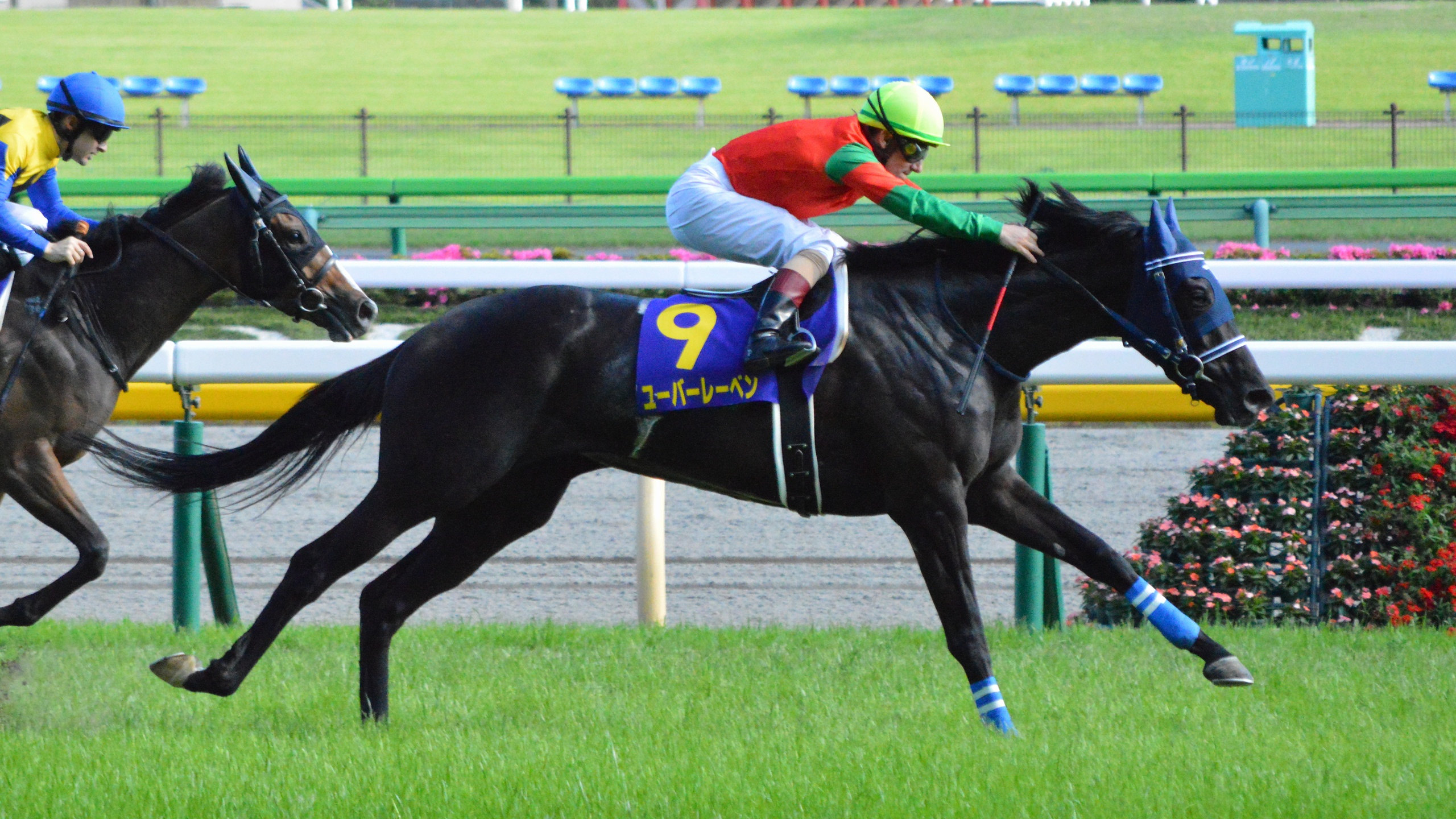
ユーバーレーベン
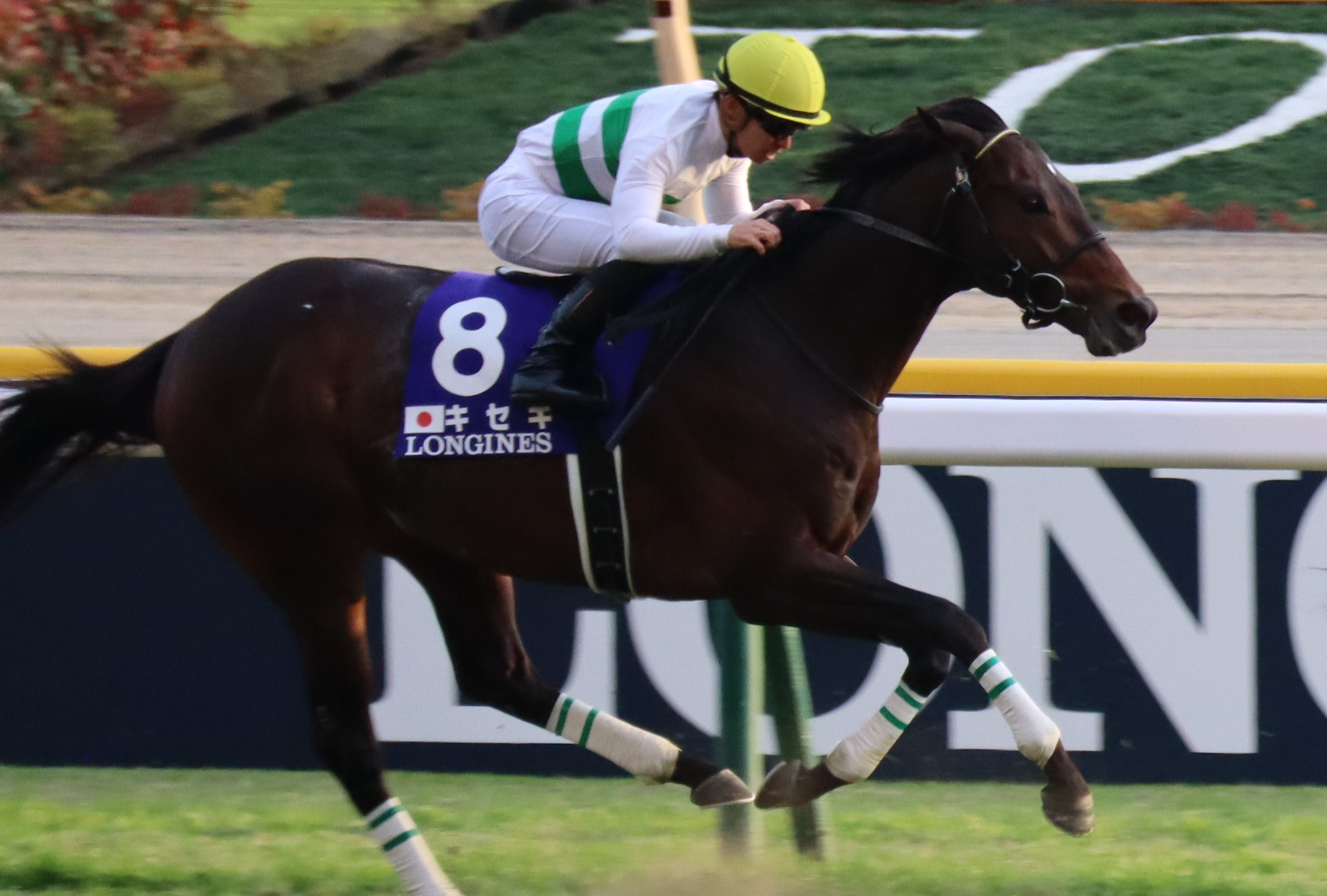
キセキ （画像は2018年ジャパンカップ出走時）

#### 海外馬
海外からは3頭が出走し、その3頭全頭がG1競走優勝馬だった。
アイルランドから参戦したブルームとジャパンは松島正昭とクールモアスタッドの共同所有馬であり、ブルームは2021年サンクルー大賞を制した後、凱旋門賞で武豊が騎乗（11着に敗戦）、前走ブリーダーズカップ・ターフでユビアーの2着の成績をあげ、本競走に挑んだ。ジャパンは、3歳時にパリ大賞とインターナショナルステークスを制しており、僚馬ブルームと挑んだ前走ブリーダーズカップ・ターフでは4着に敗れていた。
フランスから参戦したグランドグローリーは2021年ジャンロマネ賞を制覇。その後オペラ賞で2着に入った後、本競走に出走した。

### 重賞優勝馬
オーソリティは天皇賞（春）に出走し10着に敗れた後、半年の休養明けに前走アルゼンチン共和国杯を勝利、2020年から続けて同競走を連覇し、本競走に挑んだ。2020年青葉賞とあわせて、重賞勝ち鞍は全て東京競馬場での開催だった。
アリストテレスは2020年菊花賞でコントレイルにクビ差で敗れた後、2021年初戦のアメリカジョッキークラブカップで重賞初制覇。天皇賞（春）では3着カレンブーケドールにクビ差の4着。宝塚記念では9着に敗れたものの、前走京都大賞典でマカヒキとハナ差2着に入着していた。
サンレイポケットは2021年新潟大賞典を制覇したものの、鳴尾記念、毎日王冠では敗戦。前走天皇賞（秋）では10番人気の低評価ながらコントレイル、エフフォーリア、グランアレグリアの「三強」に次いで4着に好走し、本競走に臨んだ。シャドウディーヴァは府中牝馬ステークスを制し、本競走に直行した。
ユーキャンスマイルは2020年阪神大賞典を勝利、2021年の同競走でも2着に入るが、その後の天皇賞（春）、札幌記念、天皇賞（秋）では全て着外に敗れ、本競走に臨んだ。ムイトオブリガードは2019年アルゼンチン共和国杯の勝ち馬だが、その後は勝ち鞍がなく、2021年はGII・GIII競走を5戦し、天皇賞（秋）にも出走するが、全て着外に敗れていた。2020年日経新春杯の勝ち馬であるモズベッロは、2021年大阪杯で重馬場を味方につけ2着、コントレイルに先着する成績を残すが、続く宝塚記念では8着、京都大賞典、天皇賞（秋）ではともに13着の大敗を喫していた。ロードマイウェイは2019年チャレンジカップを5連勝の勢いで制覇するも、それ以降はキャピタルステークス（リステッド）以外は全て4着以下に敗れており、前走アルゼンチン共和国杯でもオーソリティの13着に敗れていた。

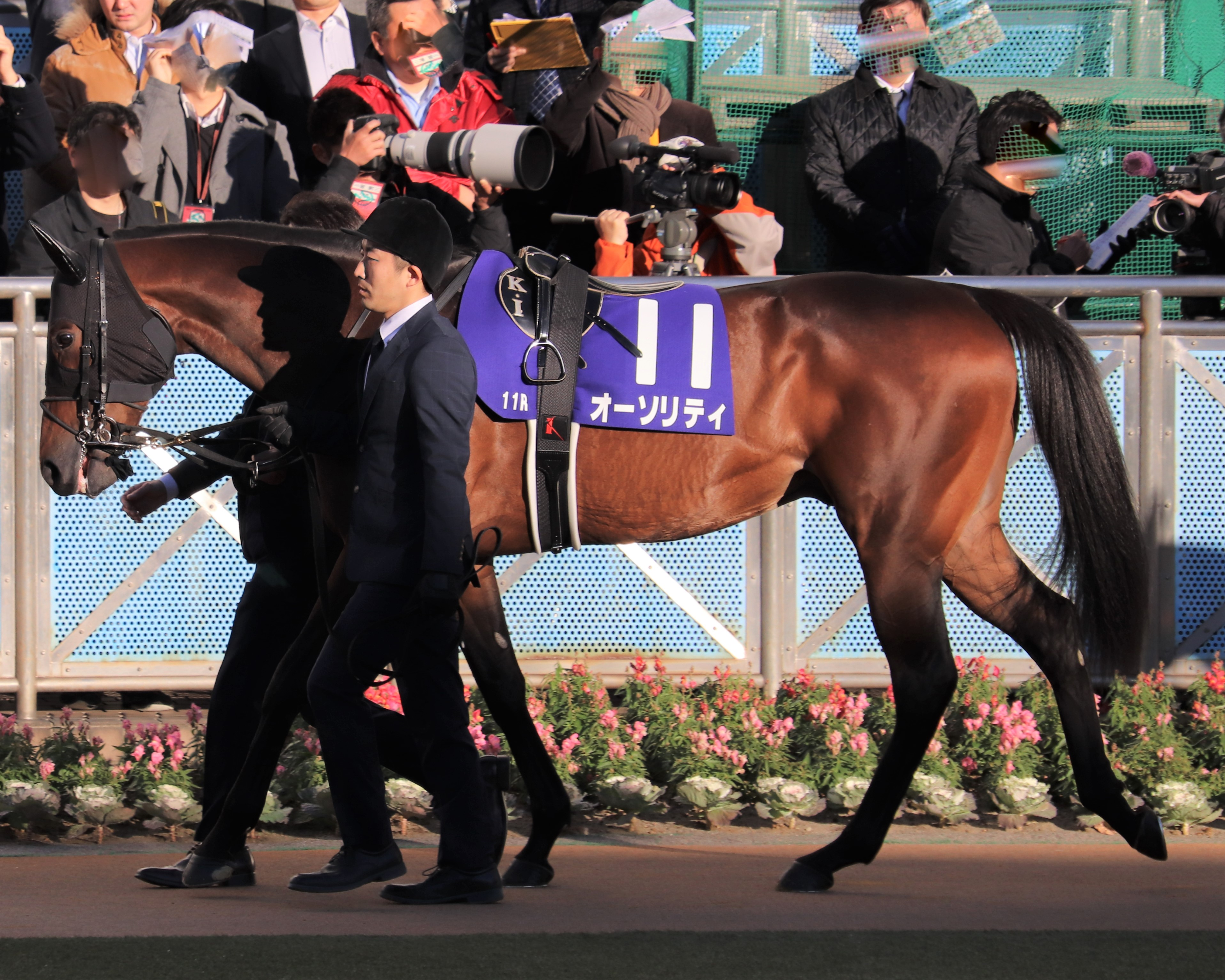
オーソリティ
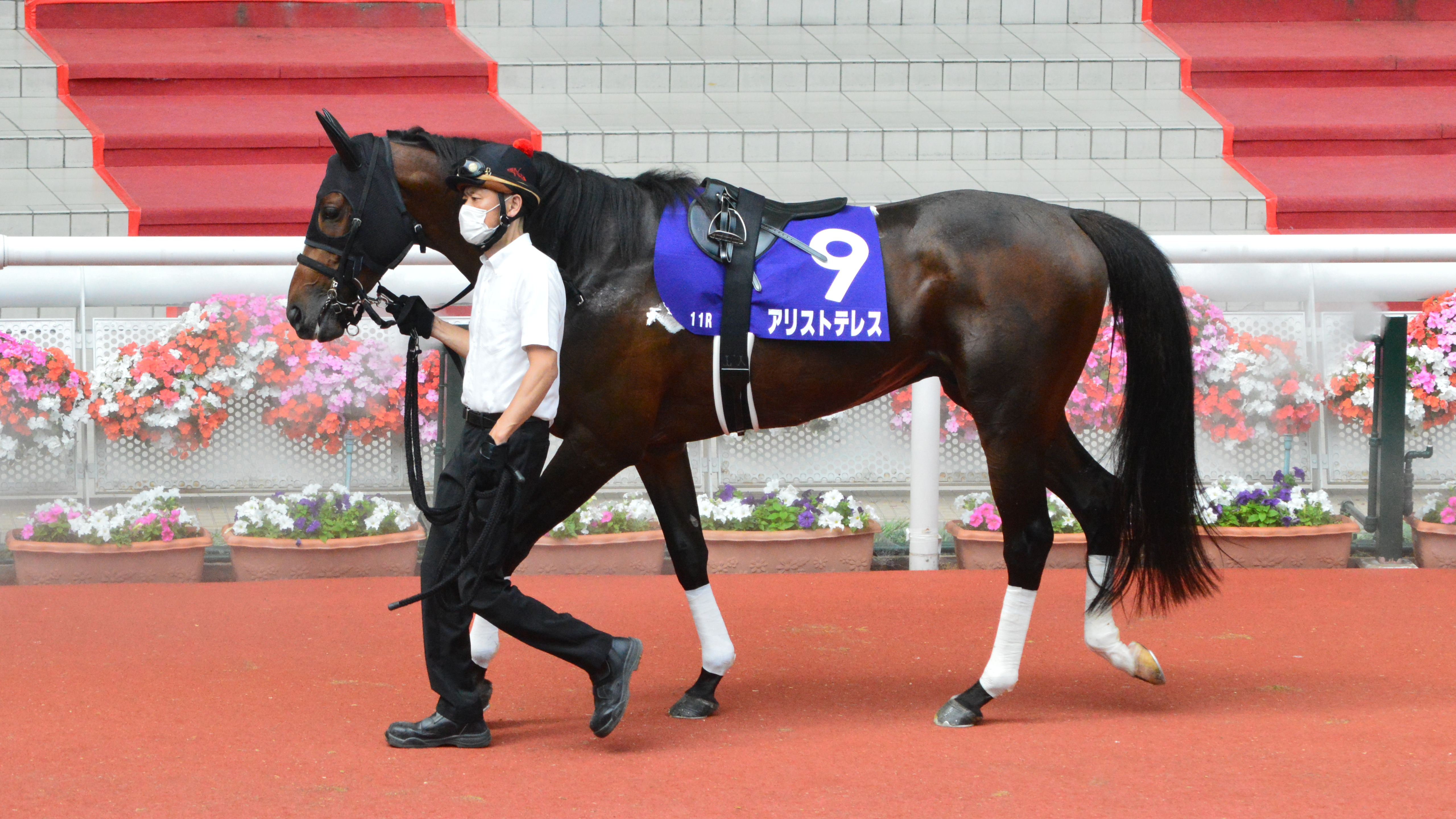
アリストテレス
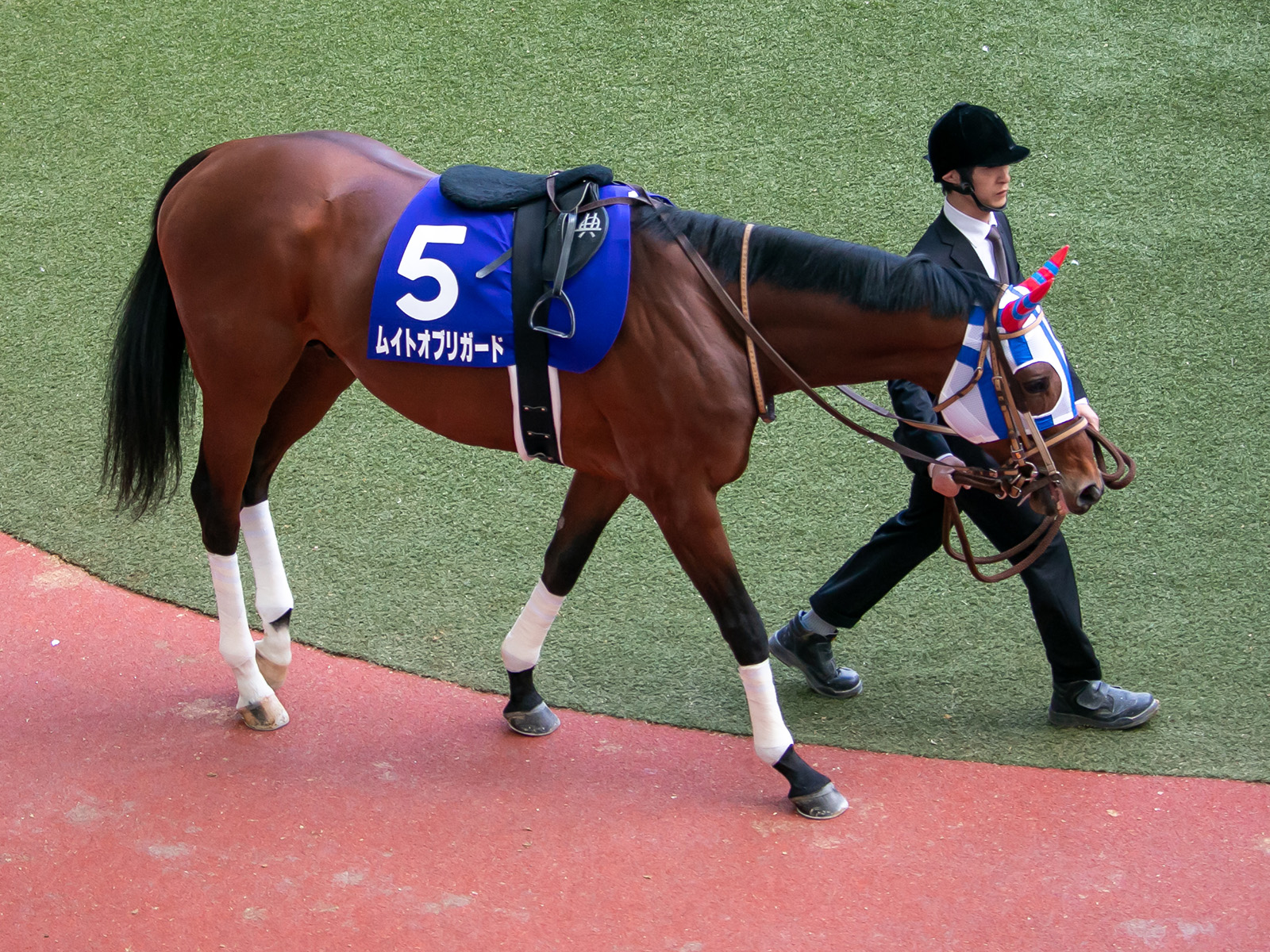
ムイトオブリガード
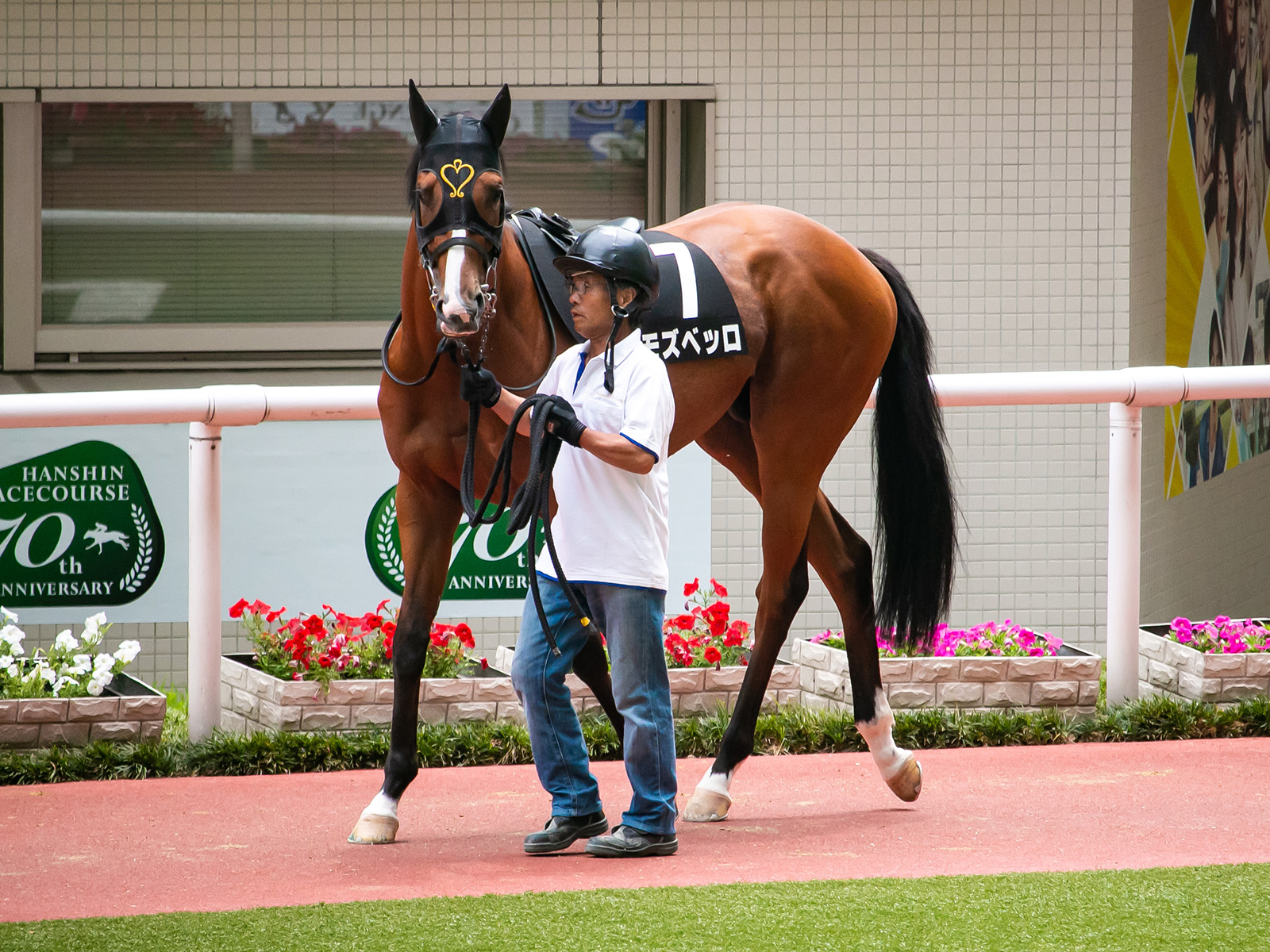
モズベッロ
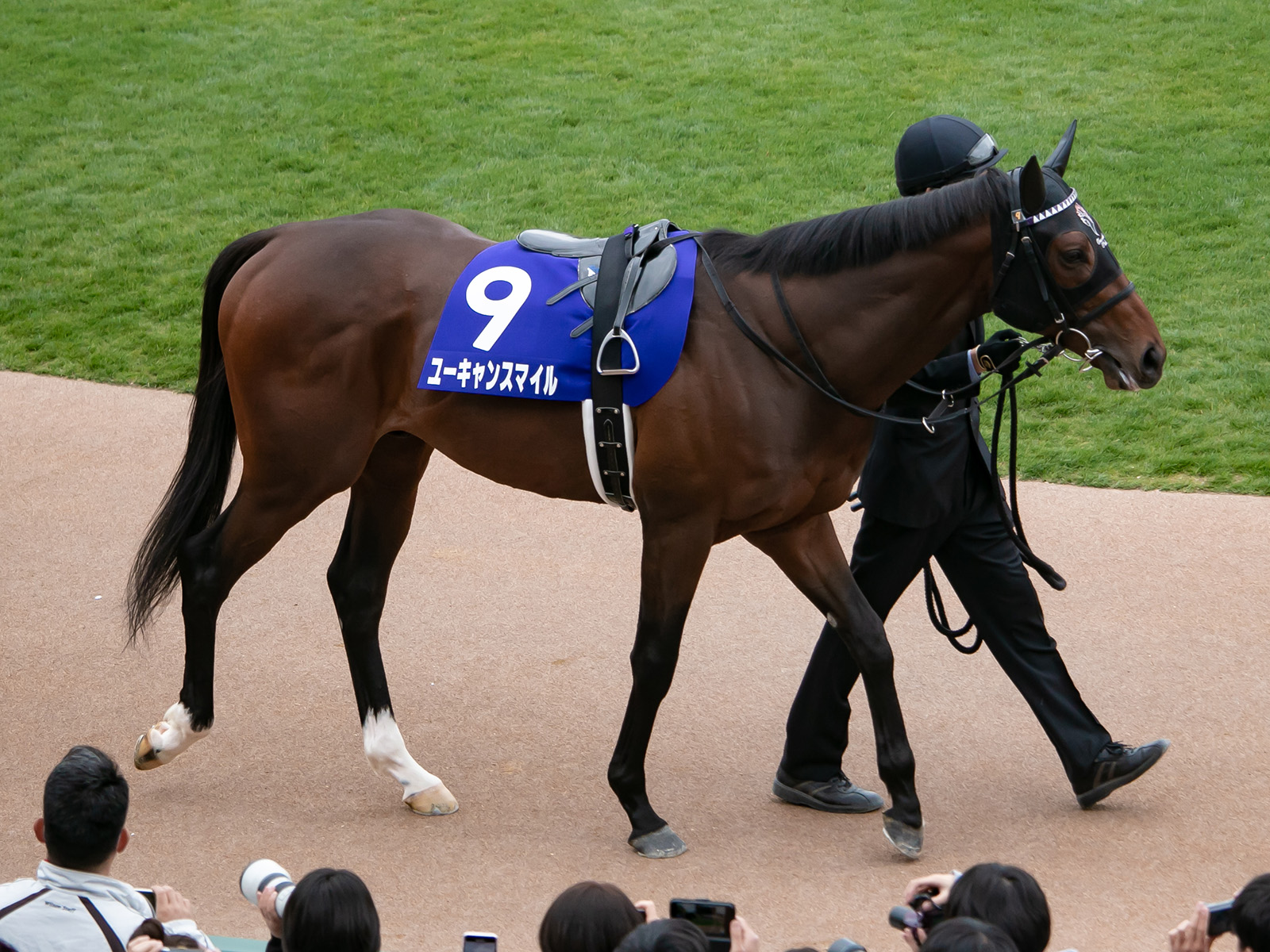
ユーキャンスマイル
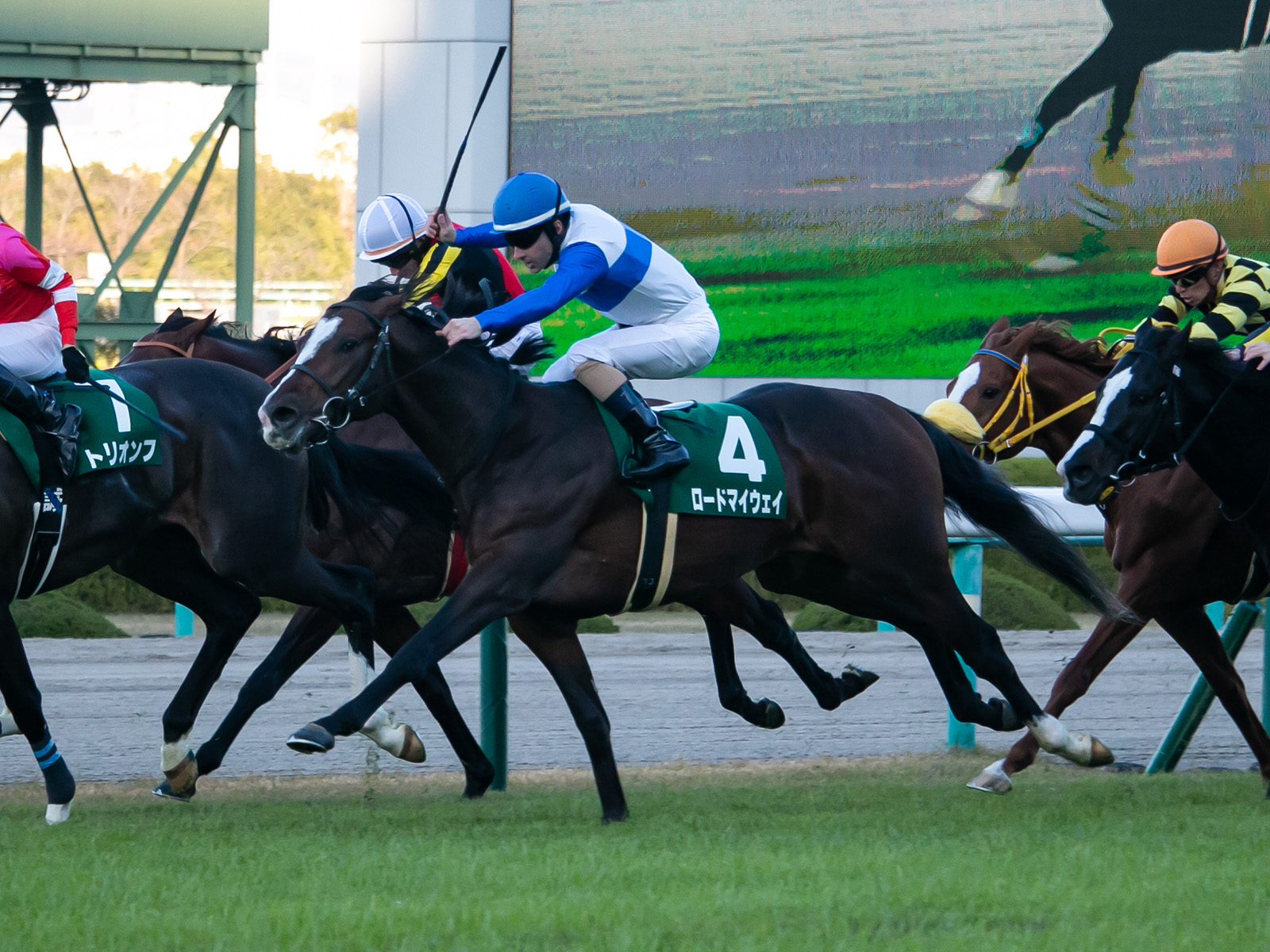
ロードマイウェイ

### その他
出走馬のうち唯一重賞未勝利馬であり、これがオープン初出走でもあったウインドジャマーは、当初除外対象だったものの、カレンブーケドールの回避（後述）によって出走が叶った。当初は芝でデビューしたものの勝利をあげられず、3歳の夏にダートに転戦してから勝ち上がり始め、2021年10月9日の神無月ステークス（3勝クラス・ダート1600m）でオープン入りしたばかりだった。

### 回避
2021年天皇賞（春）を制したワールドプレミアは、天皇賞（秋）で11着に敗れた後、本競走に出走予定だったが、体調が整わず出走を回避した。最終的に、11月25日に競走馬を引退、種牡馬入りすることが発表された。
カレンブーケドールは、11月17日に行われた1週前追い切りの際に左前脚に腫れが出たため、出走を回避することになった。本競走回避後は放牧に出され、アメリカジョッキークラブカップでの復帰を目指していたが、繋靭帯のダメージが予想以上に大きかったことから、11月30日に競走を引退、繁殖入りすることが発表された。

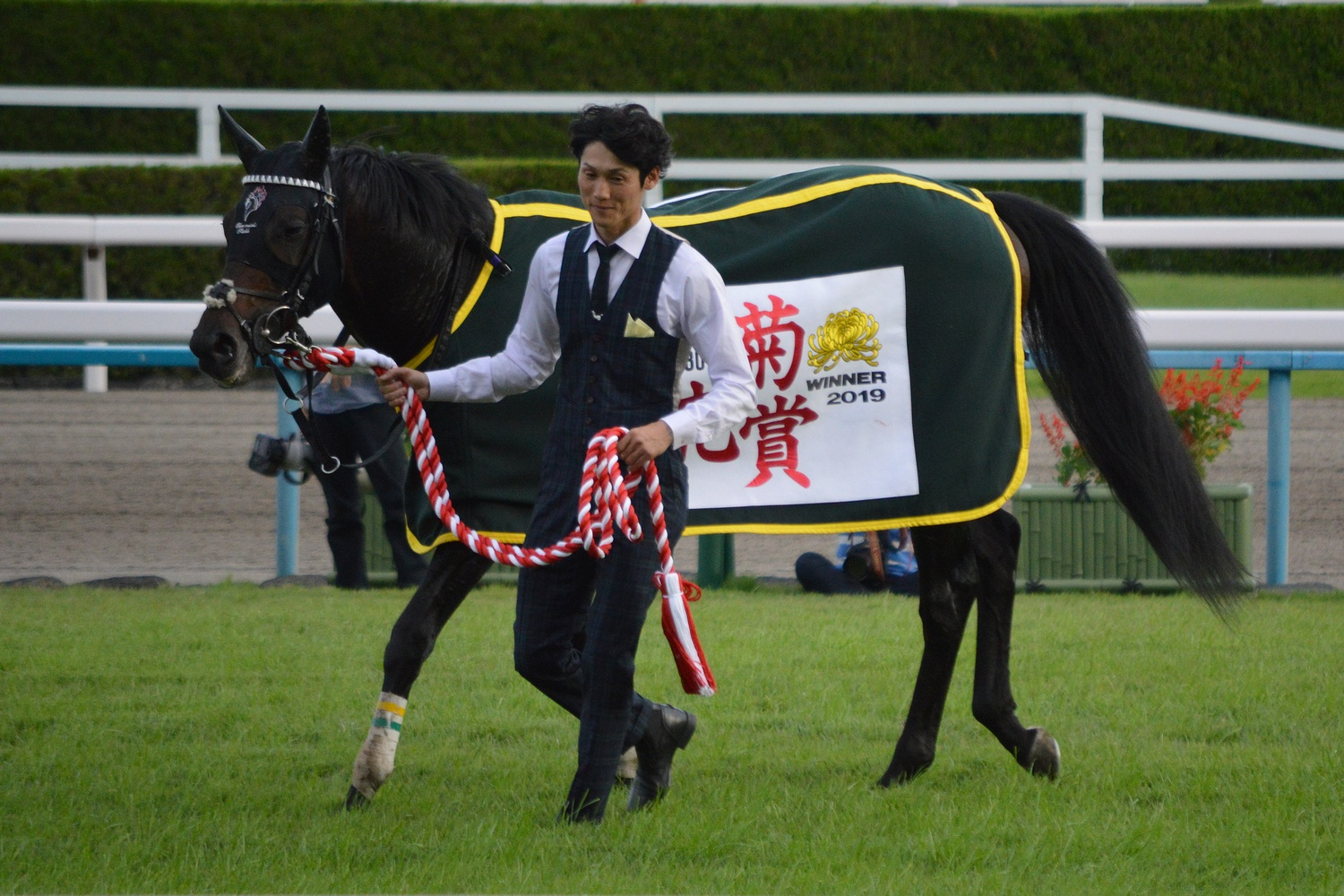
ワールドプレミア
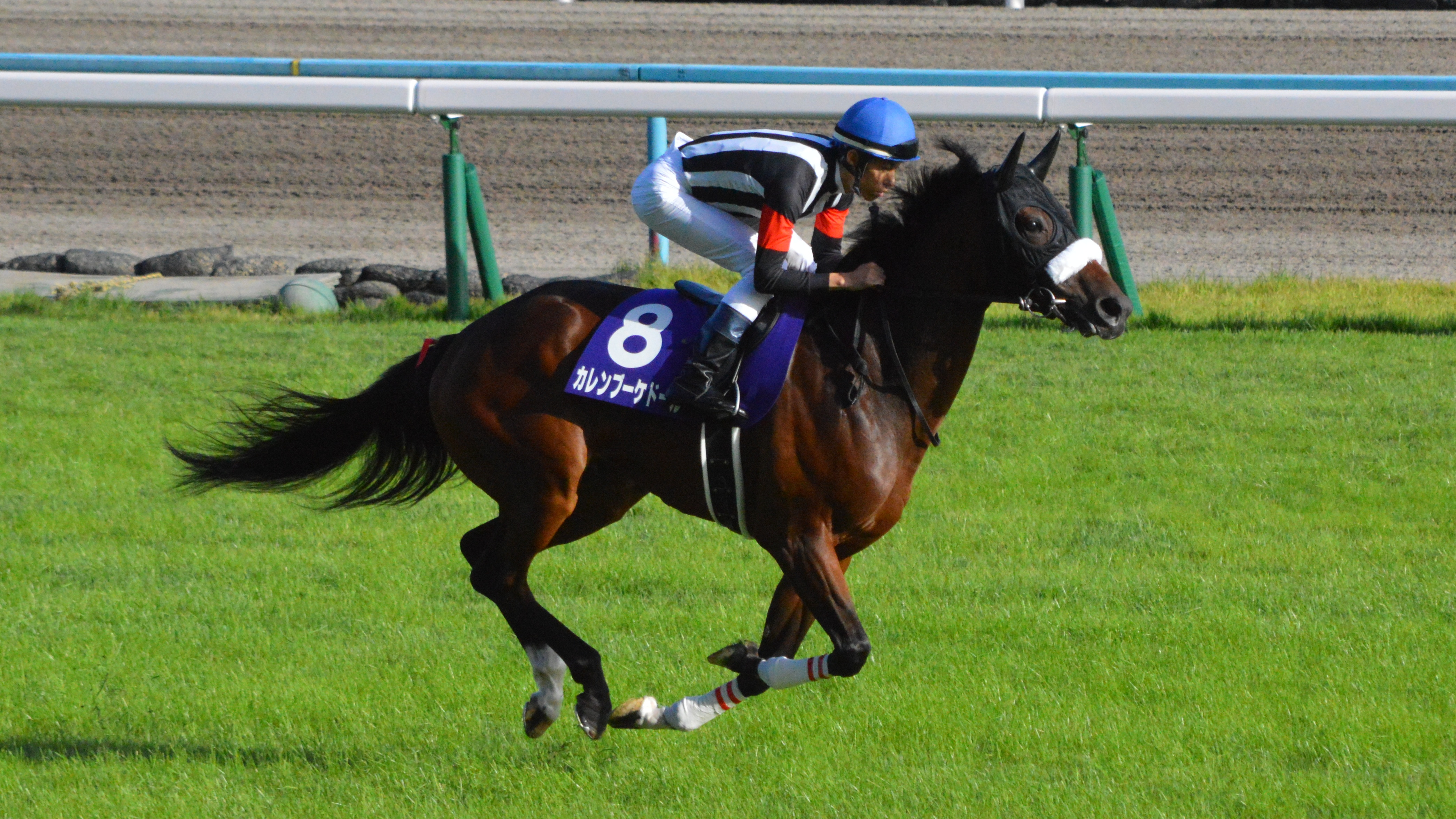
カレンブーケドール

## 出走前の状況

### 新型コロナウイルスに伴う影響
新型コロナウイルスの感染拡大防止のため、東京競馬場への入場は事前にインターネットで指定席を購入した者のみに制限された。指定席の発売はすべてが抽選となり、多くの申込が殺到した結果5.7倍 - 29.6倍の高倍率となった。当日は1万99名（うち有料入場9200名）が東京競馬場に入場した。
また、ウインズ後楽園・ウインズ新宿・ウインズ難波・ウインズ梅田において、京都2歳ステークス・京阪杯と併せて金曜日発売が行われた。

### 天候
| 東京地方の天気、降水量、平均気温 | 東京地方の天気、降水量、平均気温 | 東京地方の天気、降水量、平均気温 | 東京地方の天気、降水量、平均気温 | 東京地方の天気、降水量、平均気温 | 東京地方の天気、降水量、平均気温 | 東京地方の天気、降水量、平均気温 | 東京地方の天気、降水量、平均気温 | 東京地方の天気、降水量、平均気温 | 東京地方の天気、降水量、平均気温 |
| 2021年11月                       | 東スポ杯2歳S 20日 (土)           | 霜月S 21日 (日)                  | 22日 （月）                      | 23日 （火）                      | 24日 （水）                      | 25日 （木）                      | 26日 （金）                      | キャピタルS 27日 (土)            | 当日 28日 (日)                   |
| -------------------------------- | -------------------------------- | -------------------------------- | -------------------------------- | -------------------------------- | -------------------------------- | -------------------------------- | -------------------------------- | -------------------------------- | -------------------------------- |
| 9時                              | 晴                               | 曇                               | 曇                               | 曇                               | 晴                               | 晴                               | 晴                               | 晴                               | 晴                               |
| 12時                             | 晴                               | 曇                               | 雨                               | 晴                               | 晴                               | 晴                               | 晴                               | 晴                               | 晴                               |
| 15時                             | 晴                               | 曇                               | 雨                               | 晴                               | 晴                               | 晴                               | 晴                               | 晴                               | 晴                               |
| 合計降水量 (mm)                  | -                                | 9.0                              | 17.0                             | 0.5                              | -                                | -                                | -                                | -                                | -                                |
| 競馬場の降水量 (mm)              | -                                | 7.5                              | 15.0                             | 0.5                              | -                                | -                                | -                                | データなし                       | データなし                       |
| 平均気温 （℃）                   | 12.2                             | 11.5                             | 12.9                             | 12.2                             | 10.3                             | 10.2                             | 10.2                             | 7.6                              | 7.4                              |

### 馬場状態
コースはCコース（最内のAコースから6メートル外に内柵を設置）が使用された。JRAの発表によれば、「3コーナーから4コーナー、正面直線の内柵沿いに軽微な痛みがある」とされた。
芝コースは24日（水）から26日（金）にかけて芝の生育管理のための散水が行われ、芝の長さは野芝10 - 12cm、洋芝14 - 18cmに設定された。26日時点で、芝のクッション値は9.2（標準）、含水率はゴール前16.4%、4コーナー15.3%と計測された。

## 出走馬と枠順
| 枠番 | 馬番 | 競走馬名           | 性齢 | 騎手       | 斤量 [kg] | 調教師 | 調教師          | 単勝人気 | 単勝人気 | 馬体重 [kg] |
| 枠番 | 馬番 | 競走馬名           | 性齢 | 騎手       | 斤量 [kg] | 所属   | 氏名            | オッズ   | 人気     | 馬体重 [kg] |
| ---- | ---- | ------------------ | ---- | ---------- | --------- | ------ | --------------- | -------- | -------- | ----------- |
| 1    | 1    | ムイトオブリガード | 牡7  | 柴田善臣   | 57        | 栗東   | 角田晃一        | 258.8    | 15       | 490         |
| 1    | 2    | コントレイル       | 牡4  | 福永祐一   | 57        | 栗東   | 矢作芳人        | 001.6    | 1        | 456         |
| 2    | 3    | ブルーム           | 牡5  | R.ムーア   | 57        | 愛国   | A・オブライエン | 029.0    | 6        | 464         |
| 2    | 4    | シャフリヤール     | 牡3  | 川田将雅   | 55        | 栗東   | 藤原英昭        | 03.7     | 2        | 446         |
| 3    | 5    | キセキ             | 牡7  | 和田竜二   | 57        | 栗東   | 辻野泰之        | 037.4    | 7        | 512         |
| 3    | 6    | グランドグローリー | 牝5  | C.デムーロ | 55        | 仏国   | G.ビエトリーニ  | 056.6    | 8        | 466         |
| 4    | 7    | オーソリティ       | 牡4  | C.ルメール | 57        | 美浦   | 木村哲也        | 007.1    | 3        | 520         |
| 4    | 8    | ウインドジャマー   | 騸4  | 北村宏司   | 57        | 美浦   | 藤沢和雄        | 311.5    | 17       | 508         |
| 5    | 9    | アリストテレス     | 牡4  | 横山武史   | 57        | 栗東   | 音無秀孝        | 020.5    | 4        | 480         |
| 5    | 10   | ロードマイウェイ   | 牡5  | 三浦皇成   | 57        | 栗東   | 杉山晴紀        | 397.5    | 18       | 474         |
| 6    | 11   | シャドウディーヴァ | 牝5  | 横山典弘   | 55        | 美浦   | 斎藤誠          | 076.4    | 11       | 478         |
| 6    | 12   | サンレイポケット   | 牡6  | 鮫島克駿   | 57        | 栗東   | 高橋義忠        | 070.5    | 10       | 474         |
| 7    | 13   | モズベッロ         | 牡5  | 池添謙一   | 57        | 栗東   | 森田直行        | 278.8    | 16       | 488         |
| 7    | 14   | ユーバーレーベン   | 牝3  | M.デムーロ | 53        | 美浦   | 手塚貴久        | 025.5    | 5        | 472         |
| 7    | 15   | マカヒキ           | 牡8  | 藤岡康太   | 57        | 栗東   | 友道康夫        | 076.9    | 12       | 508         |
| 8    | 16   | ユーキャンスマイル | 牡6  | 藤岡佑介   | 57        | 栗東   | 友道康夫        | 240.1    | 14       | 506         |
| 8    | 17   | ワグネリアン       | 牡6  | 戸崎圭太   | 57        | 栗東   | 友道康夫        | 094.6    | 13       | 464         |
| 8    | 18   | ジャパン           | 牡5  | 武豊       | 57        | 愛国   | A.オブライエン  | 059.3    | 9        | 482         |

コントレイルが単勝1.6倍の1番人気に推された。続いて同年の日本ダービーを制した3歳馬シャフリヤールが単勝3.7倍の2番人気、3週前にアルゼンチン共和国杯を連覇で勝利したオーソリティが単勝7.1倍の3番人気に推され、この3頭が上位人気を形成した。大きく離されて、アメリカジョッキークラブカップ勝ち馬アリストテレスが4番人気（20.5倍）、同年の優駿牝馬を制したユーバーレーベンが5番人気（25.5倍）、サンクルー大賞を勝利し前走BCターフで2着に入ったブルームが外国馬として最上位の6番人気（29.0倍）に推された。
また、8枠の16番・17番に、ともに金子真人ホールディングス（株）の所有馬であるユーキャンスマイル、ワグネリアンが入ったため、ワグネリアンの戸崎圭太騎手に染め分け帽が使用された。

## レース展開
アリストテレスがハナを切り、それにワグネリアンとシャドウディーヴァが続いた。オーソリティとシャフリヤールは先団に陣取り、コントレイルはその後ろの7 - 8番手に控えた。シャフリヤールは1コーナーで内側に斜行したシャドウディーヴァにより、内ラチに接触する不利を受けている。
1000m通過タイムが1分2秒2と、かなり遅いペースで競走は進んだ。向こう正面で最後方に控えていたキセキが外から進出し、ハナを奪いきって3・4コーナーを回り、5 - 6馬身ほどのリードを取って最終直線に入った。残り400m地点でオーソリティが2番手に上がって、坂の入口でキセキをかわして先頭に立つと、コントレイルとシャフリヤールが外から末脚を発揮。残り200mでコントレイルはシャフリヤールを突き放し、その勢いのままオーソリティをかわして先頭に立ち、オーソリティに2馬身差をつけ1位入線。2着にオーソリティ、3着にシャフリヤールが入線し、入線通り結果が確定した。

## レース結果
- 出典は日本中央競馬会の成績表[1]による。

### 着順
| 着順 | 枠番 | 馬番 | 競走馬名           | 騎手       | 斤量 | タイム | 着差     | 上がり3F | 単勝オッズ | 人気 |
| ---- | ---- | ---- | ------------------ | ---------- | ---- | ------ | -------- | -------- | ---------- | ---- |
| 1    | 1    | 2    | コントレイル       | 福永祐一   | 57   | 2:24.7 |          | 33.7     | 001.6      | 1    |
| 2    | 4    | 7    | オーソリティ       | C.ルメール | 57   | 2:25.0 | 2馬身    | 34.4     | 007.1      | 3    |
| 3    | 2    | 4    | シャフリヤール     | 川田将雅   | 55   | 2:25.2 | 1馬身1/2 | 34.4     | 003.7      | 2    |
| 4    | 6    | 12   | サンレイポケット   | 鮫島克駿   | 57   | 2:25.4 | 3/4馬身  | 34.5     | 070.5      | 10   |
| 5    | 3    | 6    | グランドグローリー | C.デムーロ | 55   | 2:25.4 | 3/4馬身  | 34.2     | 056.6      | 8    |
| 6    | 7    | 14   | ユーバーレーベン   | M.デムーロ | 53   | 2:25.5 | クビ     | 34.2     | 025.5      | 5    |
| 7    | 6    | 11   | シャドウディーヴァ | 横山典弘   | 55   | 2:25.6 | 1/2馬身  | 34.8     | 076.4      | 11   |
| 8    | 8    | 18   | ジャパン           | 武豊       | 57   | 2:25.7 | クビ     | 34.3     | 059.3      | 9    |
| 9    | 5    | 9    | アリストテレス     | 横山武史   | 57   | 2:25.8 | 1馬身    | 35.3     | 020.5      | 4    |
| 10   | 3    | 5    | キセキ             | 和田竜二   | 57   | 2:26.0 | 1馬身    | 36.6     | 037.4      | 7    |
| 11   | 2    | 3    | ブルーム           | R.ムーア   | 57   | 2:26.1 | 1/2馬身  | 34.8     | 029.0      | 6    |
| 12   | 8    | 16   | ユーキャンスマイル | 藤岡佑介   | 57   | 2:26.2 | 1馬身    | 34.7     | 240.1      | 14   |
| 13   | 7    | 13   | モズベッロ         | 池添謙一   | 57   | 2:26.5 | 1馬身1/2 | 34.8     | 278.8      | 16   |
| 14   | 7    | 15   | マカヒキ           | 藤岡康太   | 57   | 2:26.5 | クビ     | 34.9     | 076.9      | 12   |
| 15   | 5    | 10   | ロードマイウェイ   | 三浦皇成   | 57   | 2:27.0 | 3馬身    | 35.5     | 397.5      | 18   |
| 16   | 1    | 1    | ムイトオブリガード | 柴田善臣   | 57   | 2:27.0 | クビ     | 35.1     | 258.8      | 15   |
| 17   | 4    | 8    | ウインドジャマー   | 北村宏司   | 57   | 2:27.0 | アタマ   | 35.4     | 311.5      | 17   |
| 18   | 8    | 17   | ワグネリアン       | 戸崎圭太   | 57   | 2:27.1 | クビ     | 36.6     | 094.6      | 13   |

### 競走に関するデータ
| 1000m通過タイム     | 62.2秒（アリストテレス）                          |
| 上がり4ハロン       | 47.0秒                                            |
| 上がり3ハロン       | 35.3秒                                            |
| 優勝馬上がり3ハロン | 33.7秒                                            |
| 上がり3ハロン最速   | 33.7秒（コントレイル）                            |
| 第1コーナー         | 9―17,11,12(4,7)14,2,(6,8)18,15,16,(13,3)―(1,10)5  |
| 第2コーナー         | 9―(11,17)7―4,12,2,14―(6,8)3(18,10)(15,16,13,5)1   |
| 第3コーナー         | 5―9(11,17)7―(12,4)2(6,14)(18,3)(16,10)8(15,13)―1  |
| 第4コーナー         | 5＝(9,17,7)(11,4)12,2(6,14,3)(18,16,10)(8,15,13)1 |

### 制裁
- アリストテレス騎乗の横山武史は、1コーナーで外側に斜行したことについて戒告。（被害馬：シャドウディーヴァ・サンレイポケット）

- シャドウディーヴァ騎乗の騎手横山典弘は、1コーナーで内側に斜行したことについて過怠金5万円。（被害馬：シャフリヤール）
- コントレイル騎乗の騎手福永祐一は、2コーナーで内側に斜行したことについて戒告。（被害馬：グランドグローリー・ジャパン）

## 競走後
| 「                                      | きょうで終わりだと、いろいろとこみ上げるものがありました。本当に立派な走りをしてくれました。感動しました。 （中略）コロナ禍のなかで生まれた三冠馬ということで、鬱屈とした世の中に光を差し込んでくれた存在だと思います。 | 」 |
| —福永祐一（レース後のインタビューより） | |    |

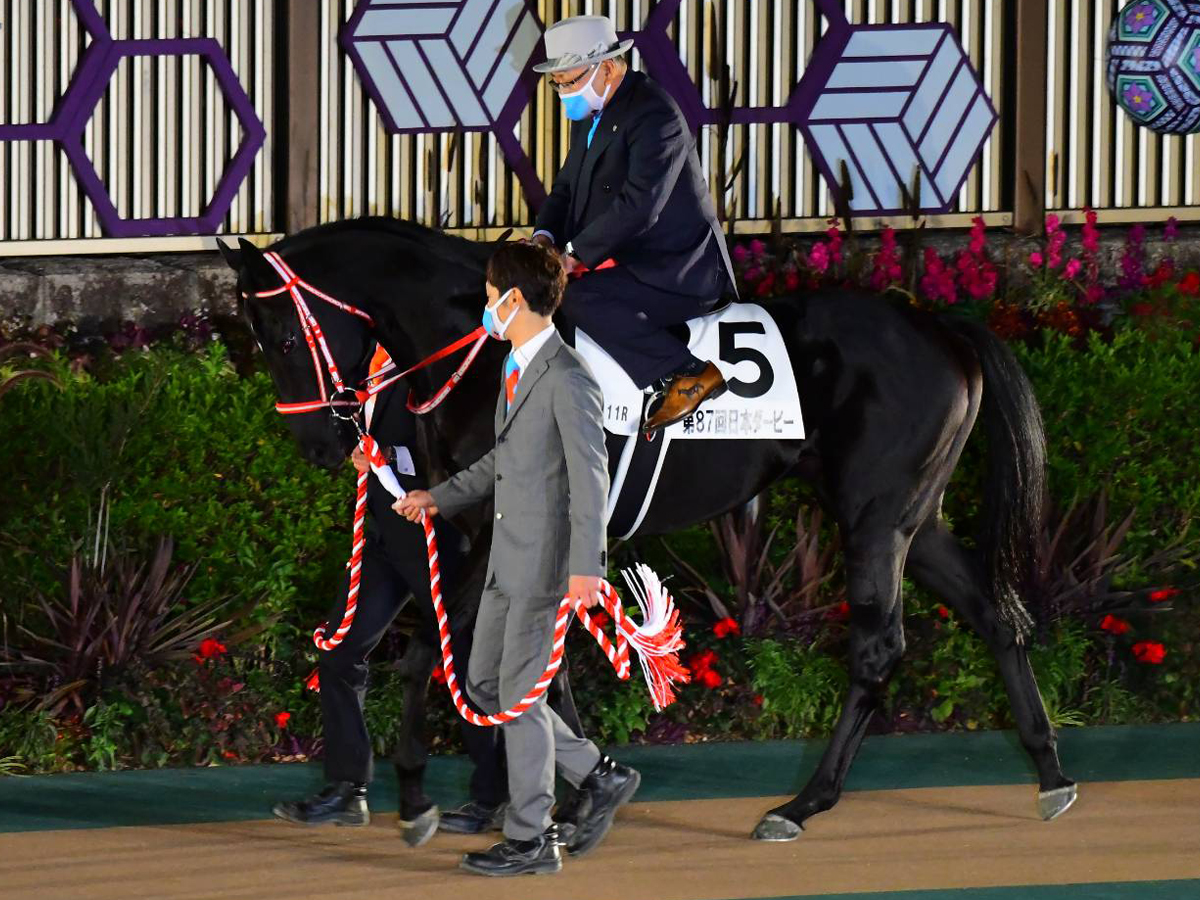
競走後、パドックで引退式を行うコントレイル

コントレイル鞍上の福永祐一はゴール直後に表情を歪め、勝利騎手インタビューでも涙を流した。コントレイルの走りを「立派な走りをしてくれました。感動しました。」「課題だったスタートも我慢していいスタートを切ってくれた。本当に言うことないです。完璧です。」と締めくくり、騎乗については「馬を信じる以外は何もしてないです」とコメントした。コントレイルは競走終了後、パドックにおいて引退式が執り行われた。引退後は社台スタリオンステーションで種牡馬となる。本競走の勝利が種牡馬価値の評価に寄与し、初年度の種付け料は父ディープインパクトと同額の1200万円に設定された。
コントレイルは本競走のレーティングが126と評価され、2021年のワールド・ベスト・レースホース・ランキングで第5位（日本馬最上位）、JPNサラブレッドランキングの4歳以上・芝で第1位となった。
国際競馬統括機関連盟（IFHA）が公表した2021年度の「世界のトップ100GIレース」では、本競走の順位は世界12位、日本の中では4位となった。
ブルームは香港国際競走（香港ヴァーズ）に選出されていたが、ジャパンカップ後に第4中手骨の骨折が判明。香港カップに出走予定だった僚馬ジャパンとともに出走を回避した。

## 払戻

### 配当
|        | 馬番  | 配当   | 人気    | 的中票数     | 投票         | 売得金           |
| ------ | ----- | ------ | ------- | ------------ | ------------ | ---------------- |
| 単勝   | 2     | 0160円 | 1番人気 | 0588万6839票 | 1246万7760票 | 12億4677万6000円 |
| 複勝   | 2     | 0110円 | 1番人気 | 0821万2190票 | 1429万8688票 | 14億2986万8800円 |
| 複勝   | 4     | 0120円 | 2番人気 | 0176万9512票 | 1429万8688票 | 14億2986万8800円 |
| 複勝   | 7     | 0140円 | 3番人気 | 0126万8792票 | 1429万8688票 | 14億2986万8800円 |
| 枠連   | 1-4   | 0530円 | 2番人気 | 0067万2012票 | 0467万2053票 | 04億6720万5300円 |
| 馬連   | 2-7   | 0530円 | 2番人気 | 0321万4532票 | 2238万6793票 | 22億3867万9300円 |
| 馬単   | 2-7   | 0670円 | 3番人気 | 0146万2276票 | 1317万5922票 | 13億1759万2200円 |
| ワイド | 2-4   | 0150円 | 1番人気 | 0311万7354票 | 1574万7520票 | 15億7475万2000円 |
| ワイド | 2-7   | 0210円 | 2番人気 | 0184万1382票 | 1574万7520票 | 15億7475万2000円 |
| ワイド | 4-7   | 0330円 | 3番人気 | 0099万9498票 | 1574万7520票 | 15億7475万2000円 |
| 3連複  | 2-4-7 | 0510円 | 1番人気 | 0602万3555票 | 4149万0447票 | 41億4904万4700円 |
| 3連単  | 2-7-4 | 1780円 | 2番人気 | 0368万5941票 | 9081万8141票 | 90億8181万4100円 |

総売上金額は215億573万2400円となり、前年の第40回ジャパンカップから57億円近く（前年比78.8%）減少した。

### 当日のWIN5
835万5867票が投じられ、売り上げは8億3558万6700円に上った。
| 対象順          | 1                               | 2                           | 3                           | 4                               | 5                         |
| --------------- | ------------------------------- | --------------------------- | --------------------------- | ------------------------------- | ------------------------- |
| 競走順          | 東京第10競走                    | 阪神第10競走                | 東京第11競走                | 阪神第11競走                    | 東京第12競走              |
| 競走名          | アプローズ賞                    | 立雲峡S                     | ウェルカムS                 | カノープスS                     | ジャパンC（GI）           |
| 条件            | ダート1600m 2勝クラス           | 芝外1600m 3勝クラス         | 芝2000m 3勝クラス           | ダート2000m オープン            | 芝2400m オープン          |
| 単勝人気        | 2番人気                         | 2番人気                     | 3番人気                     | 2番人気                         | 1番人気                   |
| 勝利馬 （鞍上） | サンライズウルス （C.デムーロ） | ラヴユーライヴ （坂井瑠星） | ジャックドール （藤岡佑介） | ショウナンナデシコ （吉田隼人） | コントレイル （福永祐一） |
| 馬番            | 5                               | 8                           | 13                          | 5                               | 2                         |
| 残票数          | 195万4819票                     | 29万3432票                  | 4万5934票                   | 6215票                          | 3415票                    |

的中票数は3415票。17万1270円の配当となった。

## 達成された記録

### コントレイル
- 2020年菊花賞以来のGI勝利で、通算5勝目[2]。
- 本競走の賞金により、JRA獲得賞金は11億9470万6000円となり、歴代10位にランクイン[2]。
- クラシック三冠馬がラストランと宣言してのGⅠ制覇はディープインパクト・オルフェーヴルに続いて3頭連続で、シンザンを含めて4度目。

#### ジャパンカップ優勝馬に関する記録
- 単勝1番人気は、2020年（アーモンドアイ）に続く2年連続の勝利で、通算10勝目[56]。
- 関西馬は、2019年（スワーヴリチャード）以来2年ぶりの勝利で、通算21勝目[56]。
- 4歳馬は、2016年（キタサンブラック）以来5年ぶりの勝利で、通算19勝目[56]。
- 牡馬は、2019年（スワ―ヴリチャード）以来2年ぶりの勝利で、通算28勝目[56]。
- 馬番2は、2020年（アーモンドアイ）に続く2年連続の勝利で、通算4勝目[56]。
- 日本馬は、2006年（ディープインパクト）から続く16年連続の勝利[56]。
- 前年2着馬による勝利は2011年（ブエナビスタ）以来10年ぶりで、通算2勝目。
- 2歳GIの勝ち馬による勝利は2011年（ブエナビスタ）以来10年ぶりで、通算4勝目[注釈 2]。
- 日本のダービー馬による勝利は2009年（ウオッカ）以来12年ぶりで、通算7勝目[注釈 3]。

福永祐一（騎手）
- 8回目の挑戦でジャパンカップ初制覇[56]。
- JRA・GIは、スプリンターズステークス（ピクシーナイト）に続く、本年4勝目、通算32勝目[2]。

矢作芳人（調教師）
- 矢作芳人調教師は、6頭目の挑戦でジャパンカップ初制覇[56]。
- JRA・GIは、2020年菊花賞（コントレイル）以来の、通算14勝目[2]。

ディープインパクト（父）
- ディープインパクト産駒の牡馬によるジャパンカップ制覇は史上初。
- ディープインパクト産駒によるジャパンカップ制覇は、ショウナンパンドラ（2015年）以来6年ぶりで、通算4勝目（歴代トップ）[2]。
- 親仔によるジャパンカップ制覇は、ディープインパクト—ショウナンパンドラ（2015年）以来6年ぶりで、史上6度目[2]。
  - コントレイルとの同一GI親仔制覇は通算4度目[注釈 4]で、これはシンボリルドルフ・トウカイテイオー[注釈 5]に並ぶJRA歴代最多タイ。

## テレビ中継
本競走のテレビ中継が以下の放送局で行われた。
- 日本放送協会（NHK） - NHK競馬中継（BS1にて放送）
  - 実況：高木優吾（仙台拠点放送局）
  - パドック実況：浅井僚馬（広島拠点放送局）
  - 番組司会：稲垣秀人（大津放送局）
  - 解説：鈴木康弘（日本調教師会 名誉会長）

- フジテレビ - 「みんなのKEIBA」
  - 実況：倉田大誠（アナウンス室副部長）
  - 解説：板津雄志（競馬エイト）、細江純子（競馬評論家、元JRA騎手）

- カンテレ - 「KEIBA BEAT」
- BS11 - 「BSイレブン競馬中継[注釈 6]」
- BSフジ - 「BSスーパーKEIBA」
- グリーンチャンネル - 「中央競馬全レース中継」
  - 実況：米田元気（ラジオNIKKEI・東京本社）